# Le Péage-de-Roussillon
Le Péage-de-Roussillon es una comuna francesa situada en el departamento de Isère, en la región de Auvernia-Ródano-Alpes.

## Demografía
| 5364 | 5765 | 6243 | 6182 | 5879 | 6351 | 6588 |
| Para los censos de 1962 a 1999 la población legal corresponde a la población sin duplicidades (Fuente: INSEE [Consultar]) |      |      |      |      |      |      |